# Gizele Maria Dias
Gizele Maria Dias da Costa (Mogi das Cruzes, 29 de outubro de 1977) é uma voleibolista paralímpica brasileira. Disputa pela classe VS1.

## Trajetória esportiva
Gizele jogava vôlei desde adolescente, por diversão, e competia em campeonatos amadores. Em 2007, enquanto jogava pela cidade de Poá-SP, nos Jogos Regionais do Interior, sofreu uma lesão no nervo fibular. Fez uma cirurgia no joelho esquerdo que a deixou com dificuldade de locomoção. Depois, desenvolveu artrose em último grau neste joelho.
Conheceu o vôlei sentado em 2009, apresentada ao esporte por um atleta.
Dois anos depois já foi convocada para a seleção brasileira para disputar os Jogos Parapan-Americanos de 2011, onde conquistou uma medalha de prata. Ainda em 2011 participou do Intercontinental 2011 na Ucrânia.
Em 2014 participou dos campeonatos Mundial na Polônia, ficando em 5° lugar; um torneio em Denver, nos EUA, ficando em 4° lugar; e o Moscou Open na Rússia, repetindo o 4° lugar.
Participou dos Jogos Parapan-Americanos de 2015, em Toronto, no Canadá, e conquistou a medalha de prata.
Conquistou a medalha de bronze, primeira do Brasil na modalidade, nos Jogos Paralímpicos de Verão de 2016 no Rio de Janeiro, representando seu país após derrotar a Seleção Ucraniana por 3 sets a 0. Neste evento, foi considerada a melhor levantadora.
Em 2016 disputou ainda o Intercontinental na China/Anji-Hangzhou.
Disputou os Jogos Parapan-Americanos de 2019, em Lima, no Peru, e ganhou medalha de prata.
Disputou os Jogos Paralímpicos de Verão de 2020, ocorridos em Tóquio, em 2021. A equipe brasileira ganhou a medalha de bronze, derrotando o Canadá por 3 a 1.
Conquistou o ouro no Mundial da Bósnia em novembro de 2022, após o Brasil derrotar o Canadá por 3 sets a 2. Neste mesmo ano, estrelou uma campanha sobre segurança no trânsito.
Em maio de 2023, disputou o Panamerica Zonal Championship de Voleibol Sentado no Canadá. Em outubro de 2023, disputou o Campeonato Brasileiro feminino de vôlei sentado – 2ª etapa, pela equipe do Sesi-SP. Foi convocada pela Confederação Brasileira de Voleibol para Deficientes (CBVD) para a Copa do Mundo no Egito, ocorrida em novembro de 2023.

## Vida pessoal
Gizele é formada em educação física, e trabalhou como professora entre 2001 e 2011 em Mogi das Cruzes.